# 김용림
김용림(1940년 3월 3일~)은 대한민국의 배우이다. 본관은 광산이다.

## 학력
- 배화여자고등학교 졸업

## 경력
- 하남 국제환경박람회 조직위원회 홍보위원 (1999년)
- 해인사 동판 팔만대장경 홍보대사 (2003년)
- 서울시 가족봉사단 홍보대사 (2010년)
- 생명나눔실천본부 홍보대사 (2012년)
- 다락회 나눔합창단 홍보대사 (2014년)
- 대한견·주관절의학회 홍보대사 (2022년)

## 생애
1959년 배화여고 졸업 후 1961년 서울중앙방송(지금의 KBS 한국방송공사) 공채 성우 4기로 방송에 입문하였고 1964년 한운사 원작 TBC 드라마 《눈이 내리는데》에서 여사무원 역할을 맡아 드라마에 데뷔했다. 이후 1969년 MBC 문화방송 드라마에 연기자 특채되었다. 취미는 그림 그리기와 골프이다.
가끔 TBC나 KBS 드라마에 출연하기도 했지만 70년대부터 주로 MBC에서 전속으로 활동했으나 1991년, SBS 개국과 함께 프리랜서를 선언한 후 SBS에서만 활동하였고, 1994년에는 MBC 주말연속극 《여울목》으로 MBC 복귀를 했다.

## 연기 활동

### TBC
- 1964년 TBC 일일연속극 《눈이 내리는데》 ... 여사무원 역
- 1970년 TBC 《아씨》 ... 아씨의 친정어머니 역

### MBC
- 1971년 MBC 《수사반장》
- 1972년 MBC 일일드라마 《새엄마》 ... 친정 어머니 역
- 1973년 MBC 특별기획드라마 《세종대왕》 ... 원경왕후 민씨 역
- 1974년 MBC 일일드라마 《수선화》
- 1975년 MBC 일일연속극 《안녕》
- 1975년 MBC 일일연속극 《신부일기》 ... 고모 역
- 1975년 MBC 일일연속극 《내일이면》
- 1977년 MBC 주말연속극 《왜 그러지》
- 1977년 MBC 주말연속극 《후회합니다》 ... 준우 모 역
- 1978년 MBC 금요연속극 《막내 며느리》
- 1978년 MBC 주말연속극 《도련님》 ... 가정부 역
- 1978년 MBC 일일연속극 《연지》
- 1979년 MBC 《죽음보다 깊은 잠》 ... 다희 모 역
- 1979년 MBC 일일연속극 《안국동 아씨》
- 1979년 MBC 주말연속극 《봄비》
- 1979년 MBC 주말연속극 《산이 되고 강이 되고》
- 1980년 MBC 주말연속극 《종점》
- 1982년 MBC 미니시리즈 《공주갑부 김갑순》 ... 백선행 역
- 1982년 MBC 목금드라마《서궁마마》 ...  변 상궁 역
- 1983년 MBC 일일연속극 《간난이》 ... 무수동 할머니 역
- 1983년 MBC 주말연속극 《당신의 초상》
- 1983년 MBC 주말연속극 《아버지와 아들》 ... 최 진사의 며느리 역
- 1984년 MBC 일일연속극 《그리워》
- 1984년 MBC 주말연속극 《사랑과 진실》 ... 상훈 모 역
- 1986년 MBC 월화드라마 《회천문》 ...  우주 황씨(紆州黃氏) 역
- 1986년 MBC 월화드라마 《남한산성》 ... 우주 황씨 역
- 1986년 MBC 특별기획드라마 《조선왕조 오백년 - 회천문》 ... 강홍립 처 역
- 1987년 MBC 주말연속극 《사랑과 야망》 ... 어머니 역
- 1988년 MBC 특집드라마 《그 겨울의 긴 계곡》
- 1988년 MBC 주말연속극 《내일 잊으리》 ... 황 여사 역
- 1989년 MBC 특별기획드라마 《제2공화국》 ... 박마리아 역
- 1989년 MBC 미니시리즈 《잠들지 않는 나무》
- 1989년 MBC 3.1절특집극 《백범일지》 ... 김구 모 역
- 1989년 MBC 주말연속극 《행복한 여자》
- 1990년 MBC 미니시리즈 《마당 깊은 집》 ... 노 마님 역
- 1990년 MBC 미니시리즈 《그 여자》 ... 경산댁 역
- 1991년 MBC 미니시리즈 《이별의 시작》 ... 경수 모 역
- 1991년 MBC 미니시리즈 《내 마음은 호수》
- 1991년 MBC 미니시리즈 《동의보감》 ... 허준 모 역
- 1991년 MBC 주말연속극 《산너머 저쪽》 ... 정아 할머니 역
- 1993년 MBC 《제3공화국》 ... 이경령 역
- 1994년 MBC 주말연속극 《여울목》 ... 서 여사 역
- 1996년 MBC 주말연속극 《사랑한다면》 ... 이순임 역
- 1998년 MBC 미니시리즈 《사랑》
- 1998년 MBC 미니시리즈 《수줍은 연인》
- 1998년 MBC 수목드라마 《대왕의 길》 ... 인원왕후 김씨 역
- 1999년 MBC 주말연속극 《사랑해 당신을》 ... 형준 모, 황 여사 역
- 1999년 MBC 일일연속극 《날마다 행복해》 ... 홍산댁 역
- 2000년 MBC 월화드라마 《아줌마》 ... 삼숙 모 역
- 2002년 MBC 일일연속극 《인어 아가씨》 ... 금실라 역

- 1980년 MBC 주간연속극 《딸》
- 1981년 MBC 주간연속극 《사랑합시다》
- 1982년 MBC 주간연속극 《시장 사람들》
- 1982년 MBC 주간연속극 《친구야 친구》
- 1982년 MBC 주간연속극 《황진이》
- 1985년 MBC 주간연속극 《억새풀》 ... 김 씨 역
- 1998년 MBC 주간 코미디 드라마 《여자 대 여자》

- 1996년 ~ 1999년 MBC 청춘시트콤 《남자 셋 여자 셋》 ... 김용림 역
- 2000년 MBC 월요시트콤 《세 친구》
- 2000년 MBC 청춘시트콤 《뉴 논스톱》 ... 2000년 8월, 양동근 외할머니 1933년생 김홍순 역으로 목소리 출연.

- 2000년 MBC 단막극 MBC 베스트극장 《내겐 너무 이쁜 당신》 ... 종진의 어머니 역

- 1980년 MBC 특집드라마 《흥부전》
- 1982년 MBC 특집드라마 《한(恨)》 ... 이은숙 역
- 1985년 MBC 특집드라마 《백선행》 ... 백선행
- 1993년 MBC 특집드라마 《신화》 ... 기철의 어머니 역

- 1985년 MBC 신년어린이특집극 《내일뉴스》 ... 남매 어머니 역
- 2002년 MBC 가정의달특집극 《난 왜 아빠랑 성이 달라?》 ... 시어머니 역
- 2002년 MBC 창사특집극 《너희가 나라를 아느냐》 ... 최익현의 아내 한씨 역
- 2004년 MBC 일일연속극 《왕꽃 선녀님》 ... 주행자 역
- 2005년 MBC 일일연속극 《맨발의 청춘》 ... 서씨 역
- 2007년 MBC 일일연속극 《나쁜 여자 착한 여자》 ... 송 여사 역
- 2008년 MBC 아침드라마 《흔들리지마》 ... 송옥분 역
- 2008년 MBC 설날특집극 《쑥부쟁이》 ... 이순심 역

- 1971년 MBC 일일연속사극 《장희빈》
- 1977년 MBC 일일연속사극 《옥녀》
- 1977년 MBC 일일연속사극 《정화》
- 1978년 MBC 일일연속사극 《정부인》
- 1981년 MBC 일일연속사극 《교동 마님》 ... 문정왕후 역
- 2004년 MBC 특별기획드라마 《영웅시대》 ... 진주할머니 역
- 2013년 MBC 추석특집극 《세상에서 가장 위대한 일》 ... 우선의 할머니 역
- 2014년 MBC 아침드라마 《모두 다 김치》 ... 박재한의 어머니 역
- 2014년 MBC 주말연속극 《왔다! 장보리》 ... 박수미 역
- 2016년 MBC 특별기획 주말드라마 《아버님 제가 모실게요》 ... 오귀분 역
- 2022년 MBC 금토드라마 《내일》 ... 유복희 역
- 2024년 MBC 일일드라마 《용감무쌍 용수정》 ... 황재림 역

### KBS
- 1974년 KBS 주간드라마 《꽃피는 팔도강산》
- 1991년 KBS2 주말연속극 《여자의 시간》 ... 최희순 여사 역
- 1992년 KBS 1TV 특집드라마 《겨울 무지개》
- 1994년 KBS2 아침드라마 《창 밖에 부는 바람》
- 1994년 KBS2 미니시리즈 《무당》 ... 당골네 역
- 1995년 KBS1 대하드라마 《찬란한 여명》 ... 신정왕후 역
- 1996년 KBS2 일일연속극 《며느리 삼국지》 ... 이정례 역
- 1998년 KBS1 TV소설 《너와 나의 노래》

- 1995년 KBS1 《인간극장 - 사랑의 만찬》
- 1998년 KBS2 아침드라마 《결혼 7년》
- 2000년 KBS1 TV소설 《약속》 ... 권용순 역
- 2001년 KBS2 특별기획드라마 《명성황후》 ... 대왕대비 조씨 역
- 2003년 KBS2 월화드라마 《아내》 ... 상진 모, 송씨 역
- 2003년 KBS2 추석특집드라마 《혼수》 ... 안복희 역
- 2007년 KBS1 TV소설 《그대의 풍경》 ... 황정선 역
- 2009년 KBS2 월화드라마 《미워도 다시 한 번 2009》 ... 정훈 모, 황보선 역
- 2011년~2012년 KBS2 주말연속극 《오작교 형제들》 ... 심갑년 역
- 2012년 KBS2 단막극 《KBS 드라마 스페셜 - 모퉁이》 ... 이영애 역
- 2013년 KBS2 주말연속극 《최고다 이순신》 ... 심막례 역
- 2013년 KBS2 단막극 《KBS 드라마 스페셜 - 엄마의 섬》 ... 엄마 역
- 2015년 KBS2 일일연속극 《오늘부터 사랑해》 ... 김순임 역
- 2015년 KBS1 일일연속극 《우리집 꿀단지》... 김을년
- 2021년 KBS2 수목드라마 《안녕? 나야!》 ... 이홍년 역
- 2022년 KBS2 주말연속극 《삼남매가 용감하게》... 윤갑분 역

### SBS
- 1991년 SBS 일요아침드라마 《사랑의 풍차》
- 1992년 SBS 소설극장 《관촌수필》 ... 민구 모 역
- 1992년 SBS 월화 드라마 《금잔화》
- 1993년 SBS 청춘 드라마 《열정시대》
- 1993년 SBS 설날특집드라마 《닭이 울어야 새벽이》
- 1993년 SBS 월화드라마 《댁의 남편은 어떠십니까》 ... 고민자 역
- 1993년 SBS 아침연속극 《여자의 거울》 ... 마인순 역
- 1993년 SBS 월화드라마 《테마 시리즈 - 사랑이라 부르는 것》
- 1994년 SBS 월화드라마 《세 남자 세 여자》 ... 도숙자 역
- 1995년 SBS 주간시트콤 《LA아리랑》
- 1996년 SBS 설날특집극 《곰탕》 ... 순녀 역
- 1997년 SBS 월화드라마 《여자》 ... 기남의 조모 역
- 1998년 SBS 일일시트콤 《순풍산부인과》 ... 김용림 역 (오지명의 어머니, 가정과장)
- 1998년 SBS 일일연속극 《7인의 신부》
- 1998년 SBS 일일드라마 《미우나 고우나》 ... 김애기 역
- 1999년 SBS 드라마 스페셜 《청춘의 덫》 ... 한 여사 역
- 2001년 SBS 일일드라마 《소문난 여자》 ... 병훈 모 역
- 2003년 SBS 일일드라마 《흥부네 박터졌네》 ... 김순자 역
- 2005년 SBS 월화드라마 《세잎클로버》 ... 류연자 역
- 2005년 SBS 드라마 스페셜 《마이걸》 ... 서정우 모 역
- 2006년 SBS 금요드라마 《어느 날 갑자기》 ... 양혜숙 역
- 2008년 SBS 주말극장 《행복합니다》 ... 철곤 장모 역
- 2009년 SBS 일일드라마 《두 아내》 ... 철수 모 역
- 2009년 SBS 특별기획 《스타일》 ... 이방자 역(특별출연)
- 2010년 SBS 특별기획 《인생은 아름다워》 ... 민재 시모 역
- 2011년 SBS 주말극장 《내일이 오면》 ... 정인 할머니 역 (특별출연)
- 2013년 SBS 특별기획 《세번 결혼하는 여자》 ... 최 여사 역
- 2014년 SBS 특별기획 《미녀의 탄생》 ... 박 여사 역
- 2015년 SBS 드라마스페셜 《마을 - 아치아라의 비밀》 ... 옥 여사 역

### 타사
- 2018년 tvN 토일드라마 《알함브라 궁전의 추억》 ... 오영심 역
- 2025년 넷플릭스 드라마 《폭싹 속았수다》 ... 박막천 역

### 영화
- 《죽음보다 깊은 잠》 (1979)
- 《밤의 찬가》 (1980)
- 《사랑의 낙서》 (1988)
- 《오세암》 (1990)
- 《흑설》 (1991)
- 《정직한 후보》 (2020) ... 시어머니 역
- 《강철비 2: 정상회담》 (2020) ... 국무총리 역
- 《정직한 후보 2》 (2022) ... 시어머니 역

### 연극
- 《잘자요 엄마》 (2015)

## 연기 외 활동

### 텔레비전 프로그램
- 1989년 KBS 《자니 윤 쇼》 (8월 10일) ... 게스트
- 1994년 SBS 《스타와 이밤을》 ... 게스트
- 1995년 MBC 《테마게임》 ... 게스트
- 1996년 KBS2 《가족오락관》 (4월 3일) ... 게스트
- 1996년 KBS2 《밤과 음악 사이》 (4월 18일) ... 게스트 (with. 남성진)
- 2011년 KBS2 《스타 인생극장》 (31회, 32회)
- 2013년 KBS2 《엄마가 있는 풍경 마마도》 ... 고정출연
- 2013년 KBS2 《가족의 품격 풀하우스》 (4회, 35회)
- 2010년 SBS 《태극기 휘날리며》 (특별출연, 드라마 《인생은 아름다워》 출연 배우, 3회 방송분)
- 2015년 MBC 《진짜 사나이》 (90회 ~ 96회) ... 내레이션
- 2016년 MBN 《속풀이쇼 동치미》 ... 고정 출연
- 2019년 MBN 《모던 패밀리》 ... 게스트
- 2023년 TV조선 《식객 허영만의 백반기행》 (184회) ... 게스트

### 광고
- 1977년 태평양화학 모노탄엔
- 1985년 ~ 1986년 삼성제약 디판토 (Feat. 박규채)
- 1986년 삼양식품 삼양 쇠고기 라면 (Feat. 신구)
- 1987년 남선가스
- 1987년 금성산전 전자식 온돌시스템 (Feat. 남능미)
- 1988년 ~ 1989년 동아제약 암씨롱 (서승현, 남능미, 박영규)
- 1988년 ~ 1997년 신송식품 (신송간장,신송간장 골드,신송 자연초 고추장)
- 1990년 유한양행 유코판
- 1998년 한화종합화학 한화 수맥 황토방 (Feat. 이의정)
- 1999년 오리온 오키 (Feat. 박미선, 안문숙, 허영란)
- 2002년 조계종 포교원 신도증 (Feat. 남일우)
- 2005년 롯데제과 헬스원 글루코사민 (Feat. 김지영)
- 2007년 한일전기 한일 선풍기, 며느리vs시어머니 선풍기편, 한일 믹서, 며느리vs시어머니 믹서편 (Feat. 김지영)
- 2013년 SK브로드밴드 B tv smart
- 2019년 기아자동차 셀토스
- 2019년 KGC인삼공사 정관장 에브리타임 삼삼바 에디션

## 수상 경력
- 1973년 제9회 백상예술대상 연극부문 애독자인기상
- 1973년 동아연극상 여우주연상
- 1978년 MBC 방송연기상 TV부문 여자 조연상
- 1985년 MBC 연기대상 대상
- 1986년 제22회 백상예술대상 TV부문 여자 최우수연기상
- 1986년 제13회 한국방송대상 TV연기상
- 1997년 제34회 저축의 날 대통령 표창
- 1998년 MBC 코미디대상 연기 부문 특별상
- 1999년 MBC 연기대상 TV 부문 특별상
- 1999년 보리방송문화상 진행상
- 2003년 KBS 연기대상 단막특집 연기상
- 2006년 불자대상
- 2007년 제15회 한국인기연예대상 방송 탤런트 동반자상
- 2017년 제54회 방송의 날 방송진흥유공 정부포상 문화포장[3]